# Pandora’s Box (Aerosmith-album)
A Pandora's Box az amerikai Aerosmith együttes harmadik válogatásalbuma, amelyet 1991 novemberében adott ki a Columbia. A három CD-ből álló díszdobozos box-set kiadványra 53 dal került fel, melyek az együttes 1970-es évekbeli, és 1980-as évek eleji korszakára fókuszálnak. A korábban már megjelent stúdióváltozatok mellett, remixek, koncertfelvételek, kiadatlan dalok, próbatermi jammelések, és a korábbi számok alternatív változatai is felkerültek a lemezekre.
Az eredeti kiadás terve az volt, hogy a 3 CD egy hosszú kartonpapír box-ban foglalt volna helyet, amelybe egy nagyméretű, részletes szövegkönyv is került volna. Ebben a számokról is részletesen lehetett volna olvasni, az egyes tagok megjegyzései mellett. A végső kiadásban végül csak CD méretű lett a szövegkönyv. A kiadványra elkészítették a harmadik Beatles feldolgozásukat a Helter Skeltert, amely addig nem jelent meg egyetlen lemezükön sem. Korábban a Come Togethert dolgozták fel a Sgt Pepper’s Lonely Hearts Club Band albumra (amely szintén felkerült a válogatásra), valamint az I'm Downt, amely a Permanent Vacation lemezen szerepelt. Az első CD nyitószáma a When I Needed You Steven Tyler korábbi zenekarának a Chain Reactionnak a szerzeménye.
Az On the Road Again képében az egykori blues zenész Floyd Jones dalát dolgozták át, míg az All Your Love eredetileg 	Otis Rush felvétele volt 1977-ből. A Sharpshooter eredetileg Brad Whitford Derek St. Holmesal 1981-ben kiadott Whitford/St. Holmes albumán jelent meg, míg a South Station Blues az I've Got the Rock'n'Rolls Again című Joe Perry Project lemezen szerepelt.
A válogatásalbum a Billboard 200 listán a 45. helyre került, és az Egyesült Államokban 1996-ra lett platinalemez.

## Számlista

### CD 1
| 1.      | When I Needed You (Steven Tyler, és az Aerosmith előtti zenekara a The Strangeurs/Chain Reaction szerzeménye.)                                                                                    | B. Shapiro, S. Tallarico, D. Solomon, A. Strohmayer, P. Stahller | 2:34  |
| 2.      | Make It (Album: Aerosmith) | Steven Tyler                                                     | 3:45  |
| 3.      | Movin’ Out (Alternate verzió az Aerosmith album felvételének korából.) | Tyler, Joe Perry                                                 | 5:42  |
| 4.      | One Way Street (Album: Aerosmith) | Tyler                                                            | 6:59  |
| 5.      | On the Road Again (Kiadatlan dal az Aerosmith album felvételének korából.) | Floyd Jones                                                      | 3:36  |
| 6.      | Mama Kin (Album: Aerosmith) | Tyler                                                            | 4:25  |
| 7.      | Same Old Song and Dance (Album: Get Your Wings) | Tyler, Perry                                                     | 3:53  |
| 8.      | Train Kept A-Rollin' (Album: Get Your Wings) | Tiny Bradshaw, Howard Kay, Lois Mann                             | 5:33  |
| 9.      | Seasons of Wither (Album: Get Your Wings) | Tyler                                                            | 5:39  |
| 10.     | Write Me a Letter (Kiadatlan koncertfelvétel) | Tyler                                                            | 4:18  |
| 11.     | Dream On (Album: Aerosmith) | Tyler                                                            | 4:25  |
| 12.     | Pandora’s Box (Album: Get Your Wings) | Tyler, Joey Kramer                                               | 5:42  |
| 13.     | Rattlesnake Shake (Kiadatlan koncertfelvétel, amelyet a WKRQ (Cincinnati) rádióadó sugárzott.) | Peter Green                                                      | 10:28 |
| 14.     | Walkin’ the Dog (Kiadatlan koncertfelvétel, amelyet a WKRQ (Cincinnati) rádióadó sugárzott.) | Rufus Thomas                                                     | 3:13  |
| 15.     | Lord of the Thighs (Kiadatlan koncertfelvétel, ami az 1978. július 4-én tartott dallasi koncertről származik. A koncertről videókazetta is készült, amely Live Texxas Jam ’78 címmel jelent meg.) | Tyler                                                            | 7:13  |
| 1:17:44 | |                                                                  |       |

### CD 2
| 1.      | Toys in the Attic (Album: Toys in the Attic)                                                                          | Tyler, Perry                   | 3:05 |
| 2.      | Round and Round (Album: Toys in the Attic)                                                                            | Tyler, Brad Whitford           | 5:02 |
| 3.      | Krawhitham (Kiadatlan dal a Draw the Line album felvételének korából.)                                                | Kramer, Whitford, Tom Hamilton | 3:59 |
| 4.      | You See Me Crying (Album: Toys in the Attic)                                                                          | Tyler, Don Solomon             | 5:12 |
| 5.      | Sweet Emotion (Album: Toys in the Attic)                                                                              | Tyler, Hamilton                | 4:34 |
| 6.      | No More No More (Album: Toys in the Attic)                                                                            | Tyler, Perry                   | 4:33 |
| 7.      | Walk This Way (Album: Toys in the Attic)                                                                              | Tyler, Perry                   | 3:40 |
| 8.      | I Wanna Know Why (Kiadatlan koncertfelvétel, ami az 1978. július 4-én tartott dallasi koncertről származik.)          | Tyler, Perry                   | 3:04 |
| 9.      | Big Ten-Inch Record (Kiadatlan koncertfelvétel, ami az 1978. július 4-én tartott dallasi koncertről származik.)       | Fred Weismantel                | 4:01 |
| 10.     | Rats in the Cellar (Album: Rocks)                                                                                     | Tyler, Perry                   | 4:06 |
| 11.     | Last Child (Az eredetileg a Rocks albumon szereplő dal remix változata.)                                              | Tyler, Whitford                | 3:52 |
| 12.     | All Your Love (Kiadatlan dal, amelyet Otis Rush készített 1977 májusában a Cenacle stúdióban (Armonk, New York).)     | Otis Rush                      | 5:27 |
| 13.     | Soul Saver (Kiadatlan dal a Toys in the Attic album felvételének korából.)                                            | Tyler, Whitford                | 0:53 |
| 14.     | Nobody's Fault (Album: Rocks)                                                                                         | Tyler, Whitford                | 4:22 |
| 15.     | Lick and a Promise (Album: Rocks)                                                                                     | Tyler, Perry                   | 3:05 |
| 16.     | Adam's Apple (Kiadatlan koncertfelvétel, ami az 1977-es turné indianapolisi (Indiana) állomásán készült július 4-én.) | Tyler                          | 4:48 |
| 17.     | Draw the Line (Az eredetileg a Draw the Line albumon szereplő dal remix változata.)                                   | Tyler, Perry                   | 3:43 |
| 18.     | Critical Mass (Album:Draw the Line)                                                                                   | Tyler, Hamilton, Jack Douglas  | 4:51 |
| 1:12:38 | |                                |      |

### CD 3
| 1.      | Kings and Queens (Album: Classics Live!)                                              | Tyler, Hamilton, Whitford, Douglas | 5:33 |
| 2.      | Milkcow Blues (Album:Draw the Line)                                                   | Kokomo Arnold                      | 4:15 |
| 3.      | I Live in Connecticut (Kiadatlan dal a Night in the Ruts album felvételének korából.) | Tyler, Perry                       | 0:56 |
| 4.      | Three Mile Smile (Album: Night in the Ruts)                                           | Tyler, Perry                       | 3:45 |
| 5.      | Let It Slide (Kiadatlan dal a Night in the Ruts album felvételének korából.)          | Tyler, Perry                       | 2:55 |
| 6.      | Cheese Cake (Album: Night in the Ruts)                                                | Tyler, Perry                       | 4:16 |
| 7.      | Bone to Bone (Coney Island White Fish Boy) (Album: Night in the Ruts)                 | Tyler, Perry                       | 3:01 |
| 8.      | No Surprize (Album: Night in the Ruts)                                                | Tyler, Perry                       | 4:27 |
| 9.      | Come Together (Album: Sgt Pepper’s Lonely Hearts Club Band)                           | John Lennon, Paul McCartney        | 3:46 |
| 10.     | Downtown Charlie (Kiadatlan dal a Night in the Ruts album felvételének korából.)      | Aerosmith                          | 2:34 |
| 11.     | Sharpshooter (Album: Whitford/St. Holmes)                                             | Whitford, Derek St. Holmes         | 5:32 |
| 12.     | Shit House Shuffle (Kiadatlan próbafelvétel)                                          | Perry                              | 0:36 |
| 13.     | South Station Blues (Album: I've Got the Rock'n'Rolls Again (The Joe Perry Project))  | Perry                              | 4:11 |
| 14.     | Riff & Roll (Kiadatlan dal a Rock in a Hard Place album felvételének korából.)        | Tyler, Jimmy Crespo                | 3:18 |
| 15.     | Jailbait (Album: Rock in a Hard Place)                                                | Tyler, Crespo                      | 4:40 |
| 16.     | Major Barbara (Kiadatlan alternate verzió)                                            | Tyler                              | 5:06 |
| 17.     | Chip Away the Stone (Kiadatlan alternate verzió)                                      | Richard Supa                       | 4:07 |
| 18.     | Helter Skelter (Kiadatlan dal a Toys in the Attic album felvételének korából.)        | Lennon, McCartney                  | 3:16 |
| 19.     | Back in the Saddle (Album: Rocks)                                                     | Tyler, Perry                       | 4:49 |
| 20.     | Circle Jerk (Kiadatlan instrumentális dal.)                                           | Whitford                           | 3:44 |
| 1:14:47 |                                                                                       |                                    |      |

## Helyezések
Album - Billboard (Észak Amerika)
| Év   | Lista             | Helyezés |
| ---- | ----------------- | -------- |
| 1992 | The Billboard 200 | 45       |

## Értékesítések
| Ország     | Eladási minősítés | Dátum               |
| ---------- | ----------------- | ------------------- |
| RIAA - USA | Aranylemez        | 1992. január 14.    |
| RIAA - USA | Platinalemez      | 1996. augusztus 16. |